# Securitas AB
Pour les articles homonymes, voir Securitas.
Securitas AB est une multinationale suédoise qui exerce depuis 1934 dans le domaine de la sécurité privée.
Elle propose à l'international des prestations de gardiennage, de patrouilles permanentes ou ponctuelles, d'intervention sur alarme, de télésurveillance et de gestion des risques ainsi que la mise à disposition de matériel de sécurité électronique.
Numéro 1 du marché de la sécurité privée dans le monde, la société est cotée à la bourse de Stockholm depuis 1991.

## Historique
Securitas AB est fondée en 1934 à Helsingborg, en Suède, sous le nom d'AB Hälsingborgs Nattvakt, lorsque Erik Philip-Sørensen (sv) (1909-2001) achète une petite entreprise de gardiennage.
En 1972, le groupe est rebaptisé Securitas, comme la déesse romaine du même nom (en) divinité de la sécurité et de la stabilité, avec un logo composé de trois points rouges (le code Morse international de la lettre « S ») et le mot « Securitas ». Les points sont décrits comme représentant les valeurs fondamentales du groupe « Intégrité, vigilance et esprit de service ». Securitas veut aussi dire « sécurité » en latin.
En 2001, le groupe décide de s'organiser en cinq divisions spécialisées : « Security Services USA » et « Security Services Europe » (solutions de gardiennage), « Security Systems » (systèmes d’alarme, de surveillance électronique et de contrôle d'accès), « Direct » (solutions pour les particuliers et les petites entreprises), « Cash Handling Services » (transport de fonds), « ATM services » (gestion des guichet automatique bancaire).
En 2006, le groupe décide de transformer trois de ses divisions (« Loomis Cash Handling Services », « Securitas Direct » et « Securitas Systems ») en sociétés de sécurité indépendantes et spécialisées.
En 2007, la divisions « Securitas Mobile et Alert services » (interventions sur alarme) est créée.
En décembre 2021, Securitas annonce avoir trouvé un accord pour l'acquisition en 2022 pour 3,2 milliards de dollar US de Stanley Security, filiale spécialisée dans la sécurité électronique de Stanley Black & Decker, que Securitas avait mis en bourse en 2006 (« Securitas Systems ») avant d'être acquise par Stanley Black & Decker en 2011.

## Marchés

Ancien logo avant 2021.

Securitas est présent dans 45 pays, en Europe, en Amérique du Nord, en Amérique latine, en Afrique, au Moyen-Orient, en Asie et en Australie.
Au total, l'entreprise emploie de plus de 358 000 personnes en 2022.

### En Belgique
Securitas Belgique est dirigé par Karolien Verbeiren et emploi 5 500 personnes. En plus du siège qui se trouve à Bruxelles, la socièté compte sept bureaux régionaux. En 2009, son chiffre d'affaires était de 253,7 millions d'euros.

### Au Canada

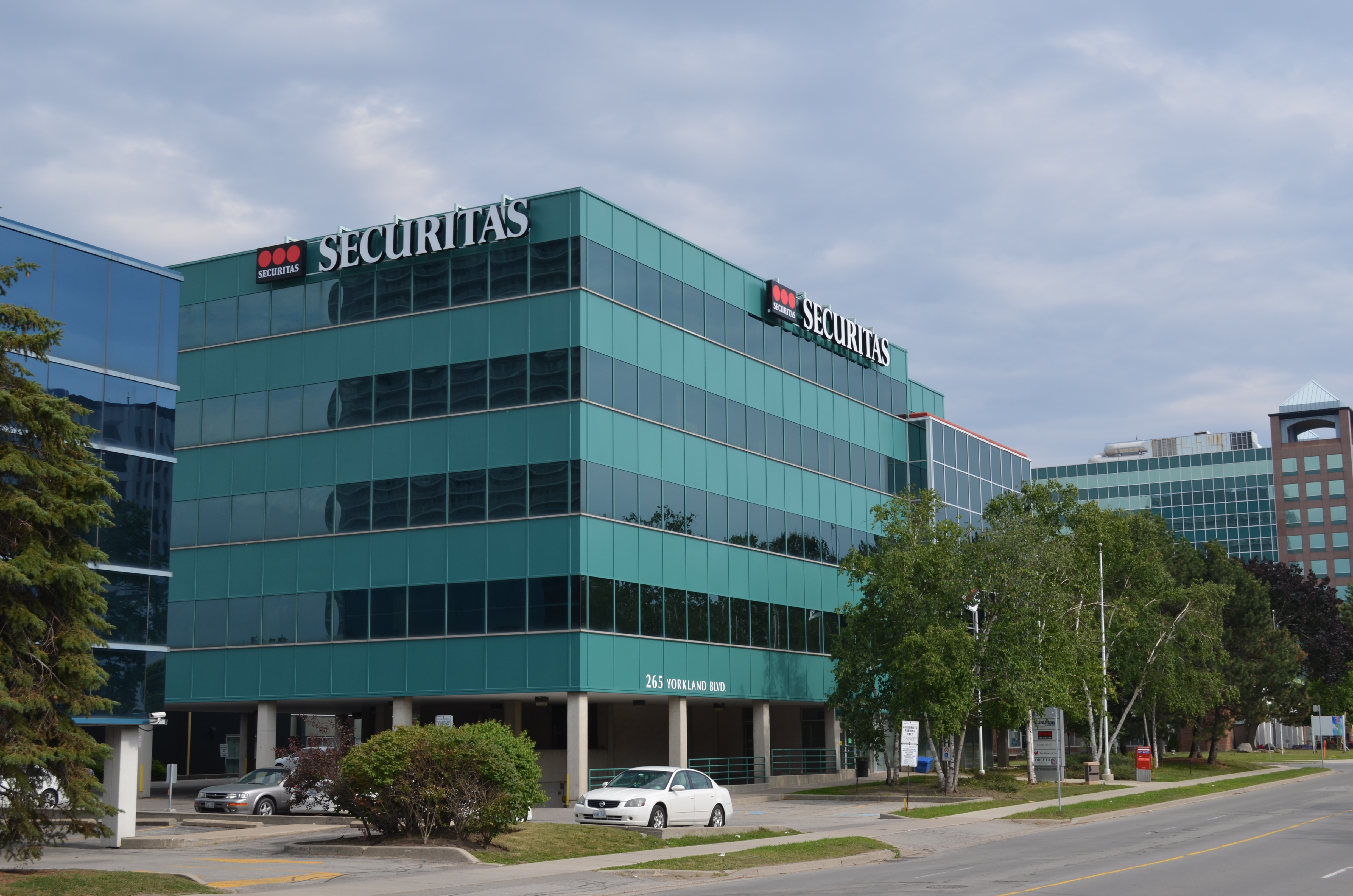
Securitas au Canada.

En 1999, Securitas s'implante sur le marché nord-américain avec l’acquisition de Pinkerton National Detective Agency. Cependant, ce n'est qu'à partir de 2001 que toutes les opérations canadiennes furent regroupées sous le seul nom de Securitas Canada.
En 2011, Securitas décroche ce qui est alors son plus gros contrat : environ 481 millions de dollars canadiens (340 millions d'euros) pour la gestion de la sécurité dans trente-deux aéroports canadiens.

### Aux Etats-Unis
Securitas USA emploi 80 000 personnes et se compose de cinq régions géographiques : « Atlantique Centre », « Nord-Est », « Pacifique », « Centre-Nord » et « Sud ».
Depuis 2003, le groupe Securitas intègre l'agence Pinkerton National Detective Agency, autrefois connue comme étant l'agence de détectives privés la plus importante des États-Unis.
En novembre 2015, le groupe acquiert les activités de sécurité électronique de Diebold Nixdorf, une entreprise américaine spécialisée dans les distributeurs de billets, pour 350 millions de dollars US.

### En France
En 1992, le groupe s'implante en France avec l'acquisition de Protectas.
En 1998, Protectas rachète Proteg puis devient Securitas France en 2000.
Securitas France emploi plus de 17 000 salariés. En 2021, il a réalisé un chiffre d'affaires de 513 250 000 € et dégagé un résultat net de 11 600 000 €.

### Au Pérou
Securitas a commencé son exploitation au Pérou en novembre 2007 après un accord pour acquérir 90 % des parts de la société de surveillance Forza et de ses filiales Forza Alarmas et Forza Amazonica au Pérou. Forza est l’une des quatre plus grandes sociétés de services au Pérou.

### En Suisse

En Suisse, Securitas AB opère sous l'appellation Protectas.

Protectas, société fondée en 1976 à Lausanne, appartient depuis 1992 au groupe Securitas AB. Elle n'a pas pu être renommée Securitas car ce nom était déjà utilisé par l'entreprise suisse Securitas SA.

## Actionnaires
Le cours de l’action Securitas (code SECU B) est actuellement coté sur le Main Market Large de la bourse de Stockholm et intègre le calcul de l’indice boursier OMX Stockholm 30.
Liste des principaux actionnaires au 13 mars 2024 :
| Actionnaire                | Parts  |
| -------------------------- | ------ |
| Investment AB Latour (en)  | 7,79 % |
| Macquarie Group            | 4,88 % |
| Melker Schörling (en)      | 4,34 % |
| Handelsbanken              | 3,51 % |
| EQT Partners               | 3,17 % |
| SEB Investment Management  | 3,02 % |
| Didner & Gerge Fonder      | 2,77 % |
| M&G                        | 2,56 % |
| Banque centrale de Norvège | 2,16 % |
| Nordea                     | 2,13 % |